# イード・アル＝フィトル

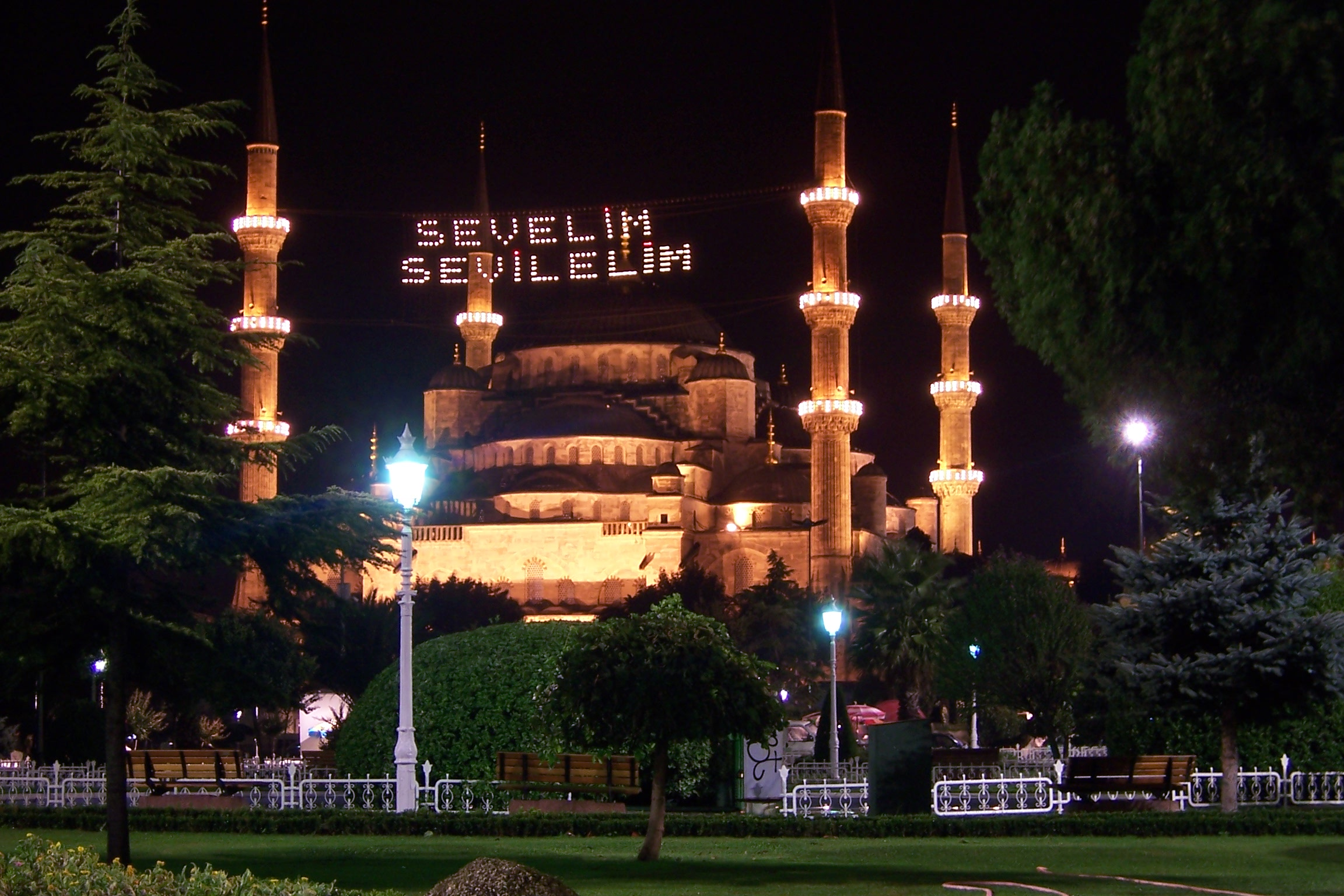
伝統的なトルコの祭りに「愛して、愛されて」という意味のmahyaの光が イスタンブールにある スルタンアフメト・モスクのミナレットを横切って伸びる

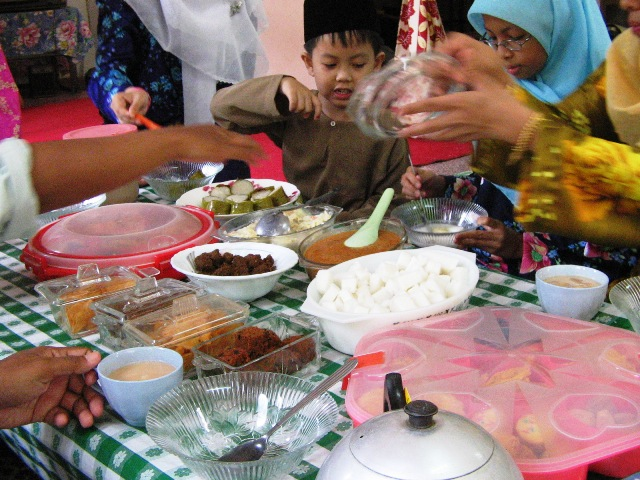
マレーシアのイド・アル・フィトル（Hari Raya Aidilfitri）における食事

イード・アル＝フィトル（アラビア語: عيد الفطر ʿīd al-fiṭr,イード・アル＝フィトル、実際には息継ぎせずイード(ゥ)・ル＝フィトルと発音される）（英語: Eid ul-Fitr または Id-ul-Fitr,Eid al-Fitr）とは、ヒジュラ暦の第10月であるシャウワール月の1日に当たるイスラム教の祝日で、ラマダーン月の終了を祝う大祭である。
イードはアラビア語で祝祭を意味し、フィトルは断食の終わり・斎戒の解除を意味する。
そのため、この行事は断食の終わりの象徴として行われており、ヒジュラ暦の第12月であるズー・アル＝ヒッジャ（ذُو ٱلْحِجَّة, Dhu al-Hijja）の初めに行われる"Greater Eid"（アラビア語: العيد الكبير, al-ʿīd al-kabīr）と呼ばれるイード・アル＝アドハーが4日間宴を行うのに対し、この行事は3日間宴を行うので "Smaller Eid"（アラビア語: العيد الصغير al-ʿīd al-ṣaghīr）とも呼ばれている。
ムスリムは、ラマダーンの最後の日まで日中の断食を続け、イードの間はタクビール（Takbir）を暗唱するとクルアーンに記されている。
日本でいうところのハレの日に近いものであり、この日は多くの人々が新調したばかりの衣装を着て街に繰り出し、子供達はお年玉に似たお小遣いを親族一同から受け取るなどする。マアムールといったデーツ餡などを詰めた焼き菓子を食すこともある。